# ريغي وركمان
ريغي وركمان (بالإنجليزية: Reggie Workman)‏ هو عازف جاز وأستاذ جامعي أمريكي، ولد في 26 يونيو 1937 في فيلادلفيا في الولايات المتحدة.

## وصلات خارجية
- ريغي وركمان على موقع ميوزك برينز (الإنجليزية)
- ريغي وركمان على موقع أول ميوزيك (الإنجليزية)
- ريغي وركمان على موقع ديسكوغز (الإنجليزية)